# Elsa Peretti
Elsa Peretti   (Florència, 1 de maig de 1940 - Sant Martí Vell, 18 de març de 2021) fou una creadora italiana de joies i complements per a Tiffany & Co., reconeguda internacionalment.

## Activitat com a dissenyadora
Les seves joies s'exposen, entre altres centres, al British Museum, al Museu de Belles Arts de Boston, al Museum of Fine Arts de Houston i al DOR Museum de Sant Julià de Ramis. Des de la dècada de 1960 va estar vinculada a Catalunya, on havia treballat com a model i s'havia relacionat amb artistes de la seva generació. Així, al 1987 havia exposat a Cadaqués una extensa selecció de la seva obra creativa. A començament de la dècada de 1970 va instal·lar-se a Nova York, on va treballar per a joieria Tiffany & Co, de la qual va esdevenir directora creativa el 1979.

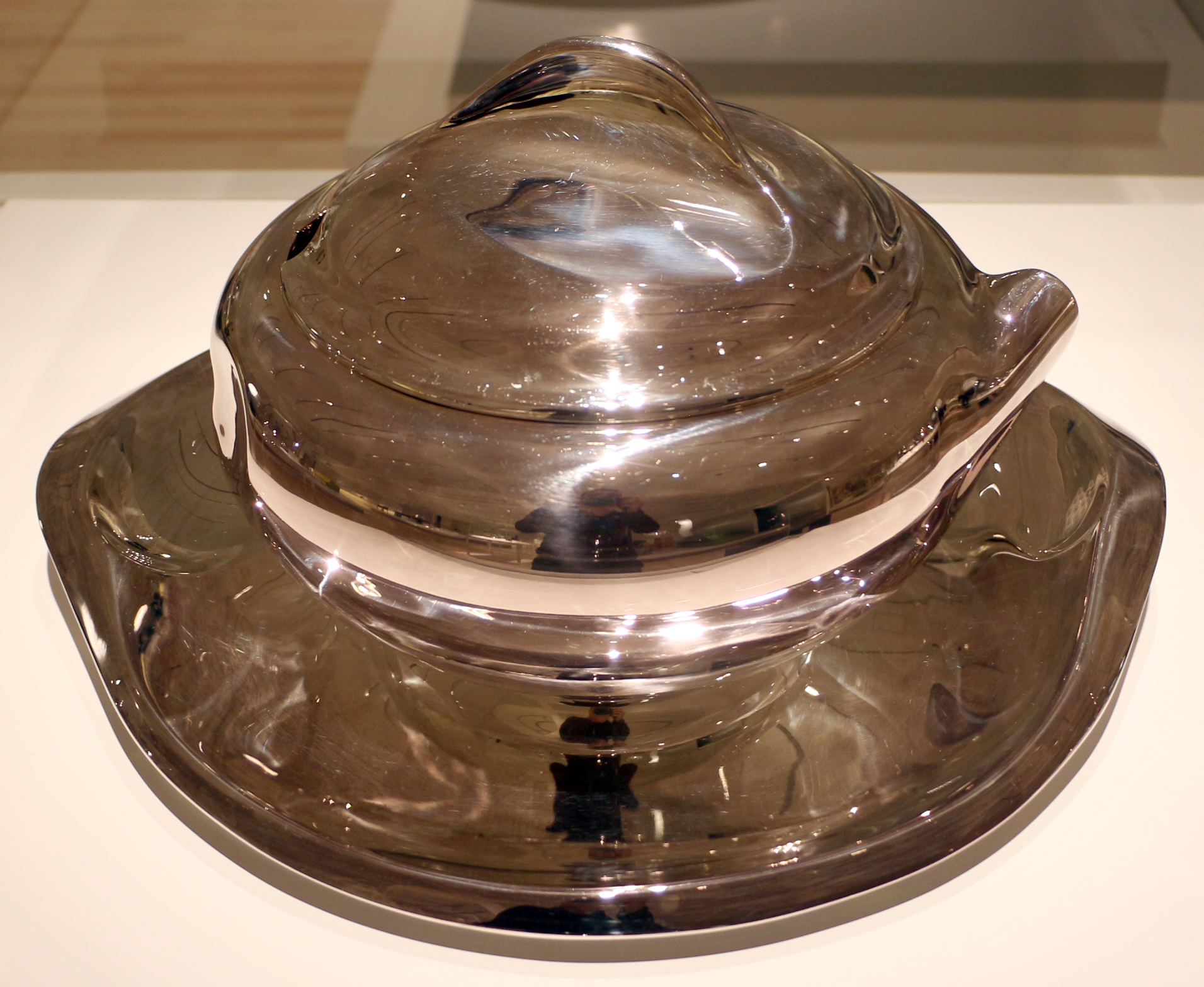
Elsa Peretti for Tiffany & Co., 1984

## Mecenatge a Catalunya
Establerta a Catalunya des des de la dècada de 1980, va dur a terme una notable tasca de mecenatge cultural, científic, humanitari, educatiu i de defensa dels drets humans, des de la Fundació Nando i Elsa Peretti, que té la seu principal a Roma i una delegació a Catalunya, a Sant Martí Vell, al Gironès, activa des de 2014. Des de la Fundació, va promoure les arts visuals i la consolidació, la protecció i la difusió del patrimoni històric, artístic, cultural, artesà i arquitectònic de Catalunya.
Amb un model de mecenatge basat en la sensibilitat i el plaer, en els darrers anys va treballar en projectes com ara la rehabilitació de l'interior de l'església de Sant Martí Vell, la de la ciutat romana d'Empúries, l'ordenació dels documents històrics del segle xvi del poble, el finançament de la revista cultural Vèlit –Revista de tot l'Empordà–, una especial col·laboració amb el Museu Nacional d'Art de Catalunya (MNAC) i el Museu d'Art Contemporani de Barcelona (MACBA) en la restauració d'arxius de fotògrafs de la seva generació, en concret el d'Oriol Maspons i la creació d'un projecte vitivinícola ecològic.
L'any 2013, Elsa Peretti rebé el Premi Nacional de Cultura del Consell Nacional de la Cultura i de les Arts (CONCA).